# Nunatak Desjatimetrovyj
Der Nunatak Desjatimetrovyj (englische Transkription von russisch Нунатак Десятиметровый Nunatak Desjatimetrowy, deutsch ‚Zehn-Meter-Nunatak‘) ist ein Nunatak im ostantarktischen Mac-Robertson-Land. Er ragt südwestlich des Mount Rubin im südlichen Teil der Prince Charles Mountains auf.
Russische Wissenschaftler benannten ihn. Der weitere Benennungshintergrund ist nicht überliefert.